# Эндрюс, Майкл (художник)
Майкл Эндрюс (1928–1995) — британский художник, известный своими психологически насыщенными картинами, которые глубоко исследуют человеческие взаимоотношения и наше место в мире.

## Биография
Эндрюс принадлежал к поколению художников послевоенного периода, известных как «Школа Лондона», объединявших таких мастеров, как Люсьен Фрейд и Фрэнсис Бэкон.
Эндрюс родился в Норидже, Англия, и обучался искусству в Школе изящных искусств Слейда в Лондоне. В отличие от своих современников, он редко рисовал автопортреты, предпочитая изображать других людей и сцены, которые раскрывают их внутренний мир. Его работы отличает мягкость и поэтичность, а также способность создавать композиции, в которых зрители словно становятся свидетелями уникальных и интимных моментов.
Интересной и важной стороной жизни Эндрюса были его однополые отношения, которые, хотя и не афишировались широко, нашли отражение в его творчестве. Художник часто изображал сложные эмоциональные связи между персонажами своих картин, передавая скрытую напряженность, уязвимость и глубину чувств. Это делало его работы не только эстетически привлекательными, но и значимыми с точки зрения личного самоопределения и принятия.
Эндрюс также глубоко интересовался темами природы и экологии, что особенно заметно в его поздних работах, таких как «Аутбэк» — серии картин, посвященных австралийским пейзажам. В них он обращался к вечной теме человека и его связи с природой, исследуя, как ландшафт формирует наше восприятие мира.
Майкл Эндрюс оставил значительное наследие в мире искусства. Его картины не только демонстрируют высокий уровень мастерства, но и приглашают зрителей задуматься о собственных чувствах и взаимоотношениях с окружающим миром. Эндрюс был художником, который умел соединять личное и универсальное, создавая произведения, которые остаются актуальными и сегодня.}}